# Eauze
Eauze (gaskonsko Eusa) je naselje in občina v južnem francoskem departmaju Gers regije Jug-Pireneji. Leta 2008 je naselje imelo 3.935 prebivalcev.

## Geografija
Naselje leži v pokrajini Gaskonji ob reki Bergon, 52 km severozahodno od Aucha. Skozenj poteka romarska pot v Santiago de Compostelo z začetkom v Le Puyu, Via Podiensis.

## Uprava
Eauze je sedež istoimenskega kantona, v katerega so poleg njegove vključene še občine Bascous, Bretagne-d'Armagnac, Courrensan, Dému, Lannepax, Mourède, Noulens, Ramouzens in Séailles s 6.075 prebivalci.
Kanton Eauze je sestavni del okrožja Condom.

## Zanimivosti
- gotska katedrala svetega Luperka iz 16. stoletja, imenovana po škofu in mučencu iz 3. stoletja; sama škofija, prvotno Elusa, je izginila verjetno že v 9. stoletju. Naslov katedrala je cerkev pridobila leta 1865 s strani nadškofa v Auchu, zgodovinski spomenik od 1945,
- arheološki muzej z najdbo rimskega zaklada, najdenim leta 1985 v bližini stare železniške postaje,
- arena Nimeño II.

## Pobratena mesta
- Ampuero (Kantabrija, Španija);